# Potée bourguignonne
La potée bourguignonne (en francès bullit borgonyó) és una especialitat gastronòmica tradicional de la regió francesa de Borgonya.

## Característiques
Es tracta d'un plat d'hivern, típic de les cuines familiars (poc elaborat per a trobar-lo en els restaurants) i que guarda similituds amb el pot-au-feu. Resultat de cuinar durant diverses hores en una olla grossa verdures de temporada (com ara col, patates, pastanagues, naps i cebes) amb carn de porc en salaó (espatlla, garró i espinada).
Com alguns bullits espanyols (com el bullit madridenc) aquest plat se serveix separant el brou, els llegums i la carn.
La potée és un bullit rural típic de les llars franceses en regions muntanyenques i de l'interior del país. Es troba també a les regions de Franc Comtat, Berry, Lorena i Alvèrnia, encara que aquests solen afegir salsitxes a la mescla de carns de porc i poden emprar, segons la tradició local, carn fumada.